# Зиланы
Зи́ланы (латыш. Zīlāni) — населённый пункт в Крустпилсском крае Латвии. Административный центр Кукской волости. Находится у восточной окраины города Екабпилса, на автодороге E 22 (A12).
По данным на 2016 год, в населённом пункте проживало 296 человек. Есть волостная администрация, фельдшерско-акушерский пункт, дом культуры, магазины, кафе.

## История
В советское время населённый пункт входил в состав Кукского сельсовета Екабпилсского района. В селе располагалась центральная усадьба колхоза «Зиланы» и Екабпилсский пансионат.